# Gastacher Wände
Die Gastacher Wände (3087 m ü. A.), auch Gastacherwände, sind ein rund zwei Kilometer langes Gratstück des Wallhornkamms in der Venedigergruppe in Osttirol (Österreich). Sie liegen im Norden des Gemeindegebiets von Prägraten am Großvenediger. Benachbarte Gipfel sind der Zopetkopf und die Zopetspitze im Süden und die Weißspitze im Nordosten.

## Lage
Die Gastacher Wände verlaufen in einem Südwestbogen vom Wallhorntörl (3044 m ü. A.) zur Scheidlscharte (2982 m ü. A.), wobei in der Alpenvereinskarte mindestens fünf deutliche Graterhebungen sowie drei eingezeichnete Höhenkoten zu finden sind. Die höchste Erhebung der Gastacher Wände findet sich dabei im Süden, nahe am Wallhorntörl finden sich zwei weitere Erhebungen mit 3048 m ü. A. bzw. 3025 m ü. A. Nordwestlich des Felsrückens befindet sich das Zettalunitzkees mit dem Zettalunitzbach, südöstlich die Kleinitzalm im hintersten Timmeltal mit dem Eissee. Nordöstlich des Wallhorntörl erhebt sich die Weißspitze (3300 m ü. A.), südlich der Zopetkopf (3087 m ü. A.), ein der Zopetspitze (3198 m ü. A.) vorgelagerter Gipfel.

## Aufstiegsmöglichkeiten
Erstmals wurden die Gastacher Wände 1843 von B. Steiner und anderen Mineralsuchern begangen. Die erste touristische Begehung erfolgte am 14. August 1898 von L. Prochaska und Heinrich von Ficker. Der Normalweg auf den Gipfel der Gastacher Wände verläuft dabei von der Eisseehütte am Steig in Richtung des Wallhorntörls  bevor bei der Abzweigung Richtung Zopetscharte der markierte Weg verlassen wird und der Aufstieg weglos in die Scheidlscharte südlich der Gastacher Wände erfolgt. Danach wird der steile, felsige, teils grasbewachsene Südwestrücken erklommen, bis der höchste Punkt der Gastacher Wände erreicht wird (I).